# Jack Beasley
John Albert (Jack) Beasley (9. listopadu 1895 – 2. září 1949) byl australský politik a odborář, který byl členem parlamentu od roku 1928 do roku 1949. V letech 1941 až 1946 byl členem australského válečného kabinetu a byl také ministrem v Curtinově a Chifleyho vládě. Byl členem australské labouristické strany, ačkoliv ji dvakrát během svého života opustil a přidal se k odpadlické frakci z Nového Jižního Walesu pod vedením Langa, Langovým labouristům. Tuto frakci pak vedl ve federálním parlamentu. Svou kariéru zakončil jako velvyslanec Austrálie ve Spojeném království, kdy během svého funkčního období náhle zemřel.

## Mládí
Beasley se narodil 9. listopadu 1895 ve Werribee ve Victorii Johnu Beasleyemu, místnímu kováři a farmáři a jeho ženě Catherine, rozené Hoganové, původem z Irska. Navštěvoval základní školu St Andrew's Catholic Primary School, ale tu brzy opustil, aby mohl pracovat na otcově farmě. Později pracoval jako dělník v Tasmánii a v Adelaide, a následně se učil na elektrikáře v Port Augustě a Broken Hill. V roce 1918 se přestěhoval do Sydney a začal pracovat v docích Cockatoo Island Dockyard. V roce 1920 jej zaměstnala rada města a stal se inspektorem elektrického vedení.

## Počátky v politice

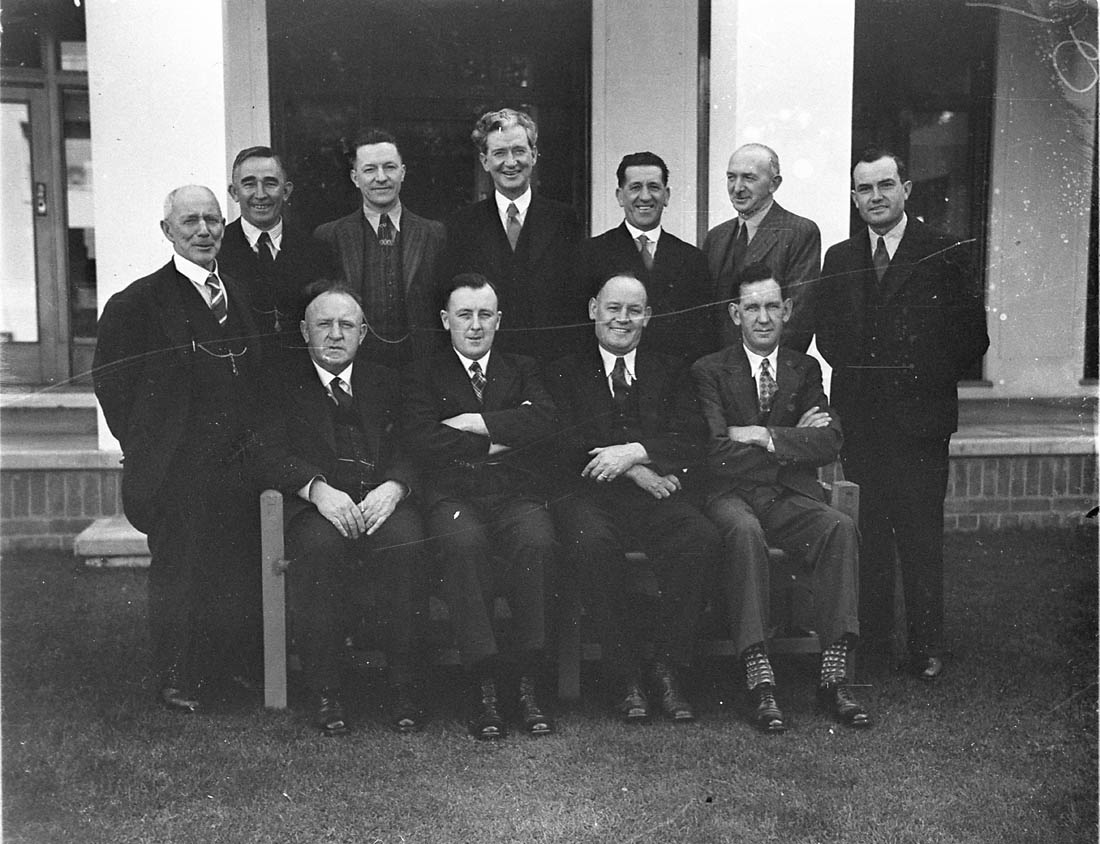
Canberra 1935: příslušníci Langových labouristů, členové parlamentu druhý zleva sedí Jack Beasley.

Beasley se angažoval v dělnickém hnutí jako zástupce zaměstnanců v odborech Electrical Trades Union of Australia. V letech 1924 až 1930 byl předsedou tohoto odborového hnutí a byl také jedním z jeho delegátů na Radě odborů Nového Jižního Walesu (Labor Council of New South Wales) a také této radě v letech 1922 až 1928 předsedal. Přestože zpočátku sympatizoval s komunismem a podporoval Jocka Gardena, později však svoje názory zmírnil. Reprezentoval Australskou labouristickou stranu na Mezinárodní konferenci organizace práce (International Labour Conference) ve Švýcarsku v roce 1926. Do Austrálie se z konference vracel "zděšený excesy italského fašismu a znepokojený realitou ruského komunismu". 5. února 1927 si v katolickém kostele v Manly vzal za ženu Almu Matildu Creghtonovou. Páru se později narodili dva synové a dvě dcery.

## Federální politika
Poté, co labouristé pod vedením Jima Scullina vyhráli v roce 1929 federální volby, stal se Beasley čestným ministrem (tedy ministrem bez portfeje) v nově vzniklé vládě. Z této funkce však v roce 1931 rezignoval na protest proti vládní politice během velké hospodářské krize. Stal se obdivovatelem radikálního premiéra Nového Jižního Walesu Jacka Langa, a když se Lang rozhodl odtrhnout od federální labouristické strany, Beasley ho v rozhodnutí následoval a stal se lídrem Langovy labouristické strany ve federálním parlamentu. V prosinci 1931 vedl svou skupinu na půdě parlamentu a podařilo se mu sesadit Scullinovu vládu během hlasování o důvěře vládě. To mu vyneslo přezdívku "Stabber Jack", která mu zůstala po zbytek života.
Mezi lety 1932 až 1936 vedl Langovu skupinu v opozici nejen proti vládě Josepha Lyonse, ale také proti federálním labouristům. V roce 1935 odešel Scullin z politiky a na začátku roku 1936 se novým federálním předsedou strany stal John Curtin, který dokázal znovu sjednotit federální stranu s frakcí z Nového Jižního Walesu. Ovšem v roce 1940 došlo znovu k rozkolu a Lang opětovně zpřetrhal vazby s federální stranou. V té době však Lang již nebyl premiérem Nového Jižního Walesu a ani neměl celkovou podporu jako dříve. Přesto i tentokrát Beasley Langa podpořil a stal se lídrem takzvané Nekomunistické labouristické strany ve federálním parlamentu.

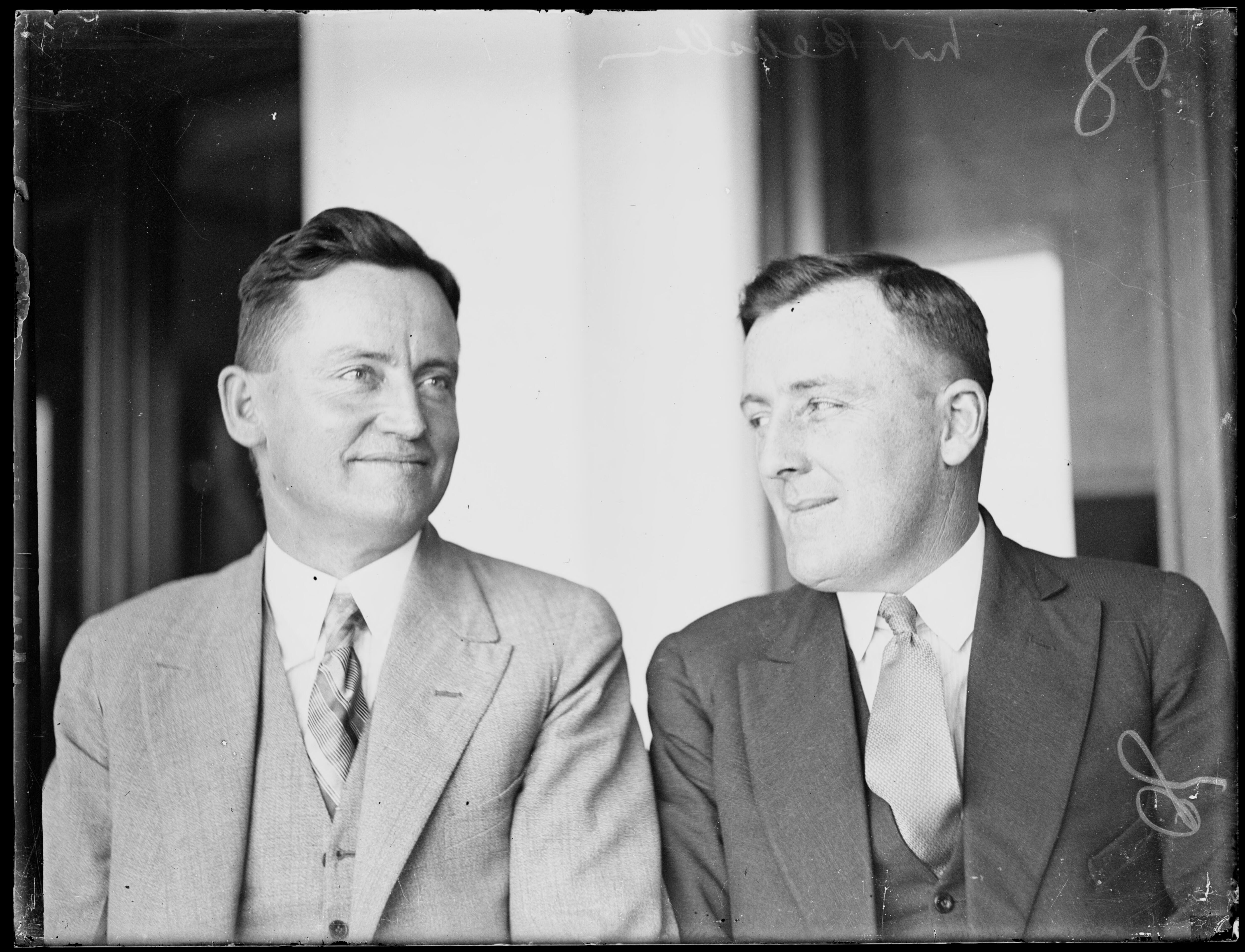
J. Beasley (vpravo) společně s Frankem Fordem, budoucím ministerským předsedou v roce 1929.

V roce 1941 se Curtinovi opětovně podařilo přivést do federální strany Langovy následovníky, i když ne samotného Langa. A když se v říjnu 1941 stal Curtin předsedou vlády, jmenoval Beasleyho ministrem zásobování a rozvoje (později přejmenováno na ministr zásobování a námořní dopravy), tedy ministrem životně důležitého rezortu ve válečném období. Ukázal se být vysoce kompetentní osobou a hrál vedoucí roli v koordinaci australské válečné ekonomiky a podpory spojeneckých sil v Pacifiku. Kvůli chatrnému zdraví přenechal v únoru 1945 ministerský post Williamu Ashleyemu a převzal nenáročnou agentu viceprezidenta výkonné rady.
Poté, co v červenci 1945 zemřel Curtin a novým předsedou vlády se stal Ben Chifley, a ačkoliv ve 30. letech 20. století nesouhlasil s Langovou politikou, jmenoval Beasleyho ministrem obrany. V roce 1946 pak byl jmenován velvyslancem Austrálie ve Spojeném království a v roce 1947 patřil k předním hostům na svatbě princezny Alžběty a Philipa, vévody z Edinburghu. Funkci velvyslance zastával až do své náhlé smrti dne 2. září 1949 v nemocnici Svatého Vincenta v Darlinghurstu, během své návštěvy Sydney. Je pochován na hřbitově Frenchs Forest Bushland Cemetery v Davidsonu.